# Bufotes
Genre
Synonymes
- Pseudepidalea Frost, Grant, Faivovich, Bain, Haas, Haddad, de Sá, Channing, Wilkinson, Donnellan, Raxworthy, Campbell, Blotto, Moler, Drewes, Nussbaum, Lynch, Green & Wheeler, 2006

Bufotes est un genre d'amphibiens de la famille des Bufonidae.

## Répartition
Les 14 espèces de ce genre se rencontrent en Europe, en Asie et en Afrique du Nord.

## Liste des espèces
Selon Amphibian Species of the World (16 avril 2013) :
- Bufotes balearicus (Boettger, 1880)
- Bufotes boulengeri (Lataste, 1879)
- Bufotes latastii (Boulenger, 1882)
- Bufotes luristanicus (Schmidt, 1952)
- Bufotes oblongus (Nikolskii, 1896)
- Bufotes pewzowi (Bedriaga, 1898)
- Bufotes pseudoraddei (Mertens, 1971)
- Bufotes siculus (Stöck, Sicilia, Belfiore, Buckley, Lo-Brutto, Lo-Valvo & Arculeo, 2008)
- Bufotes surdus (Boulenger, 1891)
- Bufotes turanensis (Hemmer, Schmidtler & Böhme, 1978)
- Bufotes variabilis (Pallas, 1769)
- Bufotes viridis (Laurenti, 1768)
- Bufotes zamdaensis (Fei, Ye & Huang, 1999)
- Bufotes zugmayeri (Eiselt & Schmidtler, 1973)

## Publications originales
- Frost, Grant, Faivovich, Bain, Haas, Haddad, de Sá, Channing, Wilkinson, Donnellan, Raxworthy, Campbell, Blotto, Moler, Drewes, Nussbaum, Lynch, Green & Wheeler, 2006 : The amphibian tree of life. Bulletin of the American Museum of Natural History, no 297, p. 1-371 (texte intégral).
- Rafinesque, 1815 : Analyse de la nature ou tableau de l'univers et des corps organisés. Palermo, p. 1-224 (texte intégral).